# Надіївка (Херсонський район)
Надіївка (колишня назва Волосова, Власовка, Надеждівка) — село в Україні, у Білозерській селищній громаді Херсонського району Херсонської області. Населення становить 1151 осіб.

## Історія
12 червня 2020 року, відповідно до Розпорядження Кабінету Міністрів України № 726-р «Про визначення адміністративних центрів та затвердження територій територіальних громад Херсонської області», увійшло до складу Білозерської селищної громади.
19 липня 2020 року, в результаті адміністративно-територіальної реформи та ліквідації Білозерського району, село увійшло до складу Херсонського району.
24 лютого 2022 року селище тимчасово окуповане російськими військами під час російсько-української війни.
10 листопада 2022 року визволене в ході контрнаступу Збройних сил України в Херсонській області.
22 червня 2023 року рішенням №230 Національної комісії зі стандартів державної мови віднесено до списку населених пунктів, які «можуть не відповідати лексичним нормам української мови», зокрема стосуватися «російської імперської чи колоніальної політики». Громаді рекомендовано запропонувати нову назву в установленому законодавством порядку.
05 червня 2025 року відповідно до Постанови Верховної Ради України № 4483-IX село Надеждівка було перейменовано на село Надіївка. Постанова набула чинності 18 червня 2025 року.

## Населення
Згідно з переписом УРСР 1989 року чисельність наявного населення села становила 1193 особи, з яких 587 чоловіків та 606 жінок.
За переписом населення України 2001 року в селі мешкала 1151 особа.

### Мовний склад
Рідна мова населення за даними перепису 2001 року:
| Мова       | Чисельність, осіб | Доля     |
| ---------- | ----------------- | -------- |
| Українська | 1 039             | 90,27 %  |
| Російська  | 94                | 8,17 %   |
| Інше       | 18                | 1,56 %   |
| Разом      | 1 151             | 100,00 % |

## Храми
Свято-Миколаївська церква УПЦ КП